# Lidské zdroje
Lidské zdroje (angl. human resources, HR) jsou specifická činnost v rámci organizace, která se zabývá řízením lidského kapitálu v organizaci, tedy řízením zaměstnanců jako celku. Liší se od manažerského řízení tím, že řídí zaměstnance jako celek a poskytuje manažerům „nástroje“, kterými mohou přímo i nepřímo působit na růst a udržení produktivity práce.
Lidské zdroje se vyvinuly z personalistiky, kdy neustálý konkurenční tlak organizace a firmy donutil, aby se dlouhodobě a strategicky věnovaly rozvoji svých zaměstnanců, neboť si uvědomily, že nahradit zaměstnance je velice složité a v mnohých firmách se stávají jedinou a podstatnou konkurenční výhodou.

## Role řízení lidských zdrojů
V současné době se nejvíce užívá modelu řízení lidských zdrojů, jak jej nadefinoval David Ulrich na konci 80. let a dále jej rozvedl v průběhu 90. let. Nadefinoval tyto 4 standardní role pro řízení lidských zdrojů:
- Business Partner
- Agent změny
- Advokát zaměstnanců
- Expert v oblasti administrativních procesů

### Business Partner
Pro tuto roli lidských zdrojů užíváme názvu „obchodní partner“. Jde zde o roli, kdy se zaměstnanci lidských zdrojů stávají nejenom znalci procesů v oblasti řízení lidských zdrojů, ale postupně se také stávají znalci procesů a oblastí řízení procesů i u svého interního zákazníka a stávají se mu rádcem při rozhodování. Tato role vyžaduje od lidských zdrojů vytvoření nové kategorie pozic – tzv. Business Partner, kteří fungují jako obchodní zástupci lidských zdrojů a slouží pro přenášení požadavků od klientů do lidských zdrojů a výsledků opačným směrem.

### Agent změny
Jedná se o role, kdy lidské zdroje vystupují jako expert na změnové procesy v organizaci. V současné době, kdy podnikání prochází neustálou změnou, je tato role stále důležitější. Při každém velkém změnovém projektu je třeba, aby se lidské zdroje staly nedílnou součástí projektového týmu a zajistily, aby se změna co nejméně dotkla zaměstnanců a aby lidské zdroje včas identifikovaly klíčové zaměstnance, které je třeba speciálně ošetřit a ujistit je o jejich potřebnosti pro organizaci. Také činí lidské zdroje zodpovědnými za komunikaci projektu a změn vůči zaměstnancům a pomoci minimalizovat negativní dopady na produktivitu práce.

### Advokát zaměstnanců
Tato role vyžaduje od řízení lidských zdrojů, aby na úrovni celé organizace bojovaly za spravedlivý podíl zaměstnanců na celkovém výsledku společnosti a při každé aktivitě, která vyžaduje úsilí navíc prosadily i spravedlivou odměnu pro zaměstnance, kteří se na této aktivitě podíleli. Je to i oblast, do které spadá zjišťování postojů a nálad zaměstnanců.

### Expert v oblasti administrativních procesů
Role vyžaduje od řízení lidských zdrojů, aby se veškeré výstupy z předchozích oblastí také projevily v oblasti administrace dat zaměstnanců v organizaci.

### Problémy s modelem Davida Ulricha
Model 4 základních rolí je jeden z nejlepších teoretických modelů k řízení lidských zdrojů, ale implementace v reálném firemním prostředí přináší problémy, které jsou v některých společnostech prakticky neřešitelné.
Model vede k vytváření organizační struktury, kdy jsou odborné útvary odstíněny od interního klienta, což v praxi vede k odtržení od skutečných potřeb interního zákazníka. Odborné útvary na to mnohdy reagují zvýšenou aktivitou, kdy se snaží zastínit funkci HR Business Partnerů.
V okamžiku, kdy jsou v útvaru lidských zdrojů porušeny interní komunikační linky, vede tato zvýšená aktivita k atakování interních klientů množstvím protichůdných návrhů ze strany lidských zdrojů a ve výsledku ke snížení spokojenosti.

## Oblasti v řízení lidských zdrojů
- plánování lidských zdrojů
- získávání a výběr zaměstnanců
- vzdělávání a rozvoj zaměstnanců
- řízení kariéry
- odměňování a zaměstnanecké výhody (benefity)
- reporting
- personální administrativa
- mzdové účetnictví

### Plánování lidských zdrojů
Plánování lidských zdrojů se zabývá analyzováním mezer mezi definovaným cílovým stavem lidských zdrojů a jejich současným stavem. K tomuto se užívá množství nástrojů. O celé metodě se také mluví jako o gap analysis. Plánování slouží k určování cest a nákladů nutných pro zacelení těchto mezer.

### Získávání a výběr zaměstnanců
Externě nejviditelnější oblast řízení lidských zdrojů. Získávání a výběr zaměstnanců slouží k zaplnění volných pozic v organizaci. Získávání se dále dělí na interní (nábor) a externí. Mnohdy se pod získávání také zahrnují procesy Marketingu lidských zdrojů a Programy pro absolventy vysokých škol a univerzit. V rámci získávání se také řeší procesy pro řízení zkušební lhůty u nových zaměstnanců a její vyhodnocení.

### Vzdělávání a rozvoj
Vzdělávání a rozvoj pokrývá procesy pro hromadné školení a pravidelné školení zaměstnanců (vzdělávání) a rozvoj manažerských a specializovaných dovedností a schopností u vybraných jedinců ve společnosti (rozvoj). Vzdělávání a rozvoj navazuje na procesy Plánování lidských zdrojů, kdy na identifikované mezery a nedostatky nasazuje potřebné tréninkové a rozvojové programy. Například, v rámci zodpovědnosti tréninku je proškolení všech prodejců a zákaznických center na nově uváděné produkty a jejich zpracování v rámci organizace.
Rozvoj pracuje pouze s vybranými zaměstnanci, do kterých směřuje nepoměrně větší procento finančních a časových investic tak, aby si organizace zajistila kvalifikované zaměstnance do budoucnosti.

### Odměňování a zaměstnanecké výhody
Cílem Odměňování a zaměstnaneckých výhod (benefitů) je spravovat prostředky mzdového rozpočtu tak, aby zaměstnanci podávali maximální výkon a měli i vysokou míru motivace. Odměňování nastavuje výši základní mzdy, připravuje bonusové programy, incentivní programy pro zaměstnance v obchodních útvarech a motivační programy pro zaměstnance v Back Office.

### Personální administrativa
Má za cíl spravovat data o zaměstnancích, starat se, aby se veškeré změny u zaměstnanců promítly do systémů a personálních složek a celkově bylo řízení lidských zdrojů v souladu se zákony.

### Reporting
Poskytuje managementu informace z oblasti řízení lidských zdrojů. Poskytuje informace o fluktuaci, vývoji mezd, výši nákladů na školení a provádí i odborný komentář k jednotlivým reportům a trendům v oblasti řízení lidských zdrojů.

## Kritika pojmu
Pojmenování „lidské zdroje“ považují někteří za dehonestující, protože jako zdroje se údajně původně v ekonomii označovaly výhradně přírodní zdroje, například ropa, dřevo, železná ruda...[zdroj?]